# Nopsides ceralbonus
Nopsides ceralbonus är en spindelart som beskrevs av Chamberlin 1924. Nopsides ceralbonus ingår i släktet Nopsides och familjen Caponiidae. Inga underarter finns listade i Catalogue of Life.